# Äppelhuvad parakit
Äppelhuvad parakit (Psittacula roseata) är en fågel i familjen östpapegojor inom ordningen papegojfåglar.

## Utseende
Äppelhuvad parakit är en 36 cm lång, grön papegojfågel med lång, gulspetsad stjärt och gul övre näbbhalva. Hanen har skäraktigt huvud. Honans huvud är i stället ljust blågrått, ljusare än hos gråhuvad parakit och utan den senares svarta krage.

## Utbredning och systematik
Den äppelhuvade parakiten delas in i två underarter med följande utbredning:
- Psittacula roseata roseata – förekommer från norra Indien (Västbengalen) till Bhutan, Bangladesh och norra Myanmar
- Psittacula roseata juneae – förekommer från södra Burma och Thailand till Laos, Kambodja och Vietnam

Äppelhuvad och plommonhuvad parakit (P. cyanocephala) behandlades tidigare som en och samma art.

## Status
Äppelhuvad parakit har ett mycket stort utbredningsområde. Fågeln tros dock minska relativt kraftigt till följd av fångst för burfågelindustrin och habitatförlust. Internationella naturvårdsunionen IUCN kategoriserar därför arten som nära hotad.